# Noguero
Noguero (aragonès: Nuguero) és un llogaret del municipi de Monesma i Queixigar, situat a 1.025 m d'altitud, al vessant meridional del cap de les Toralles, a la serra del Cis.